# Серебрия (Бершадский район)
Серебри́я (укр. Серебрія, пол. Serebryja) — село на Украине, находится в Бершадском районе Винницкой области.
Код КОАТУУ — 0520484403. Население по переписи 2001 года составляет 525 человек. Почтовый индекс — 24441. Телефонный код — 4352.
Занимает площадь 35 км².

## Адрес местного совета
24441, Винницкая область, Бершадский р-н, с. Серебрия, ул. Гагарина, 35